# Mohammed Taki Abdoulkarim
Mohammed Taki Abdoulkarim (arabisch محمد تقي عبد الكريم; * 20. Februar 1936 in Mbéni; † 6. November 1998) war Präsident der Komoren.
Abdoulkarim war vom 25. März 1996 bis zu seinem Tod am 6. November 1998 Präsident der Komoren und regierte die präsidiale Republik faktisch als Diktator. Vorher war er Premierminister des Landes vom 7. Januar 1992 bis zum 15. Juli 1992 und amtierender Präsident vom 2. Oktober bis zum 5. Oktober 1995.